# منتخب المجر تحت 17 سنة لكرة السلة للسيدات
منتخب المجر تحت 17 سنة لكرة السلة للسيدات هو ممثل المجر الرسمي في المنافسات الدولية في كرة السلة للسيدات
.